# L'Homme parfait (film, 2005)
Pour les articles homonymes, voir L'Homme parfait.
Pour plus de détails, voir Fiche technique et Distribution.
L'Homme parfait  (titre original : The Perfect Man) est un film américain réalisé par Pierrot Lesire, sorti en 2005.

## Synopsis
Holly vit avec sa mère Jean et sa jeune sœur âgée de 7 ans, Zoé. Jean, qui a quelques difficultés dans ses relations, fuit tout ce qui tourne mal. Ses deux filles sont donc constamment bousculées dans de nouvelles villes où elles doivent se faire de nouveaux amis.
C'est alors qu'elles arrivent à Brooklyn. Holly, pour éviter un déménagement imminent, décide d'inventer un homme parfait pour sa mère avec lequel elle écrit des lettres d'amour et envoie des courriels. Mais, il y a vraiment un homme derrière tout ça... serait-il l'homme parfait de Jean ?

## Fiche technique
- Titre : L'Homme parfait
- Titre original : The Perfect Man
- Réalisation : Mark Rosman
- Scénario : Michael McQuown, Heather Robinson, Katie Torpey et Gina Wendkos
- Production : Susan Duff, Billy Higgins, Marc E. Platt, Adam Siegel et Dawn Wolfrom
- Sociétés de production : Universal Pictures et Marc Platt Productions
- Budget : 10 millions de dollars (7,58 millions d'euros)
- Musique : Christophe Beck
- Photographie : John R. Leonetti
- Montage : Cara Silverman (en)
- Décors : Jasna Stefanovic
- Costumes : Marie-Sylvie Deveau et Catherine Ashton
- Pays d'origine : États-Unis
- Format : Couleurs - 1,85:1 - DTS / Dolby Digital / SDDS - 35 mm
- Genre : Comédie romantique
- Durée : 100 minutes
- Dates de sortie : 17 juin 2005 (États-Unis), 3 août 2005 (Belgique et France)

## Distribution
- Hilary Duff (V. F. : Julie Turin) : Holly Hamilton
- Heather Locklear (V. F. : Dominique Dumont) : : Jean Hamilton
- Chris Noth (V. F. : Gabriel Le Doze) : Ben Cooper
- Ben Feldman (V. F. : Alexis Tomassian) : Adam Forrest
- Mike O'Malley (V. F. : Jérôme Pauwels)  : Lenny Horton
- Aria Wallace : Zoe Hamilton
- Vanessa Lengies : Amy Pearl
- Caroline Rhea : Gloria
- Kym Whitley (en) (V. F. : Marie-Madeleine Burguet-Le Doze) : Dolores
- Carson Kressley : Lance
- Michelle Nolden : Amber
- Maggie Castle : la fille de Wichita
- Gerry Mendicino : le collègue du marché
- James McGowan : le prétendant de Jean
- Philip Akin : le professeur d'anglais

## Autour du film
- Le tournage s'est déroulé d'avril à juillet 2004 à Brooklyn et Toronto.

## Bande originale
- I Fall to Pieces, interprété par Patsy Cline
- The Real Thing, interprété par Sara Overall
- Make Room, interprété par Grits
- We Could Be Falling in Love, interprété par No Big Fish
- If You Got What You Came For, interprété par Beth Thornley
- Givin Up Givin Up, interprété par Ray Gelato and His Band
- Babe, interprété par Dennis DeYoung
- Mr. Roboto, interprété par Dennis DeYoung
- I Will Learn to Love Again, interprété par Kaci
- The Best of Times, interprété par Dennis DeYoung
- Let It Go, interprété par Jadon Lavik
- Until It Happens to You, interprété par Joel Evans
- Honeysuckle Rose, interprété par The Frank et Joe Show
- The Girl I Dream About, interprété par Bobby Caldwell
- Lady, composé par Dennis DeYoung
- Collide, interprété par Howie Day
- Better Than This, interprété par Kimberley Locke
- Real Life Fairytale, interprété par Plumb

## Distinctions
- Nomination au prix de la pire actrice pour Hilary Duff lors des Razzie Awards 2005.
- Nomination au prix de la meilleure actrice dans un film de comédie pour Hilary Duff, lors des Teen Choice Awards en 2006.
- Nomination au Young Artist Award de la meilleure jeune actrice âgée de dix ans ou moins pour Aria Wallace en 2006.